# Sultanato de Hobyo
El Sultanato de Hobyo (en somalí: Saldanadda Hobyo, en árabe: سلطنة هوبيو‎), también conocido como Sultanato de Obbia, fue un sultanato somalí del siglo XIX en lo que hoy es el noreste y centro de Somalia y el este de Etiopía. Fue establecido en 1878 por Yusuf Ali Kenadid.

## Administración
Al igual que el Sultanato Majeerteen, el Sultanato de Hobyo ejerció una fuerte autoridad centralizada durante su existencia y poseía todos los órganos y elementos de un estado moderno integrado: una burocracia funcional, una nobleza hereditaria, aristócratas titulados, una bandera estatal así como un ejército profesional. Al igual que el Sultanato de Majeerteen, fue otro ejemplo de la determinación del pueblo Migiurtini de mantener una sociedad tradicional y libre. Ambos sultanatos también mantuvieron registros escritos de sus actividades, que aún existen.

## Historia

### Ascenso del Sultanato
El sultanato de Hobyo se originó a partir de una ruptura dentro de Majeerteen. La elección de Yusuf Ali como sultán por Bah Lelkase y Bah Yaqub en Alula (que desde la época de Boqor Xawaadane había sido designada como residencia de los Bah Yaqubs) fue el origen de un conflicto dinástico.
Inicialmente, el objetivo de Ali Yusuf Kenadid era hacerse con el control del vecino Sultanato de Majeerteen, que entonces estaba gobernado por su primo Boqor Osman Mahamud. Sin embargo, no tuvo éxito en este esfuerzo y finalmente se vio obligado a exiliarse en Yemen. Una década más tarde, en la década de 1870, Kenadid regresó de la península arábiga con un grupo de combatientes Hadhrami y Mehri liderados por Husni bin Neymer y un grupo de devotos tenientes, entre ellos un cercano estratega Ali Bos y Ahmed Sayah, un destacado traficante de armas, (ambos de origen árabe Salah de origen Mahri), con su ayuda, logró dominar a los clanes locales Habar Gidir y establecer el Sultanato de Hobyo en 1878.

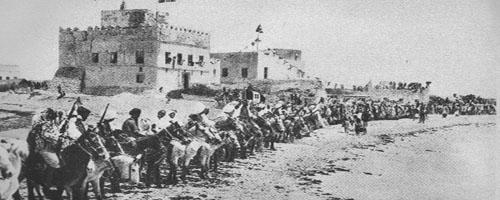
La caballería y el fuerte del Sultanato de Hobyo

A finales del siglo XIX, todos los monarcas somalíes existentes celebraron tratados con una de las potencias coloniales, Abisinia, Gran Bretaña o Italia. A finales de 1888, el sultán Kenadid celebró un tratado con los italianos, convirtiendo su reino en un protectorado italiano. Su rival Boqor Osman firmaría un acuerdo similar con su propio sultanato al año siguiente. Ambos gobernantes habían firmado los tratados de protectorado para promover sus propios objetivos expansionistas, y Kenadid buscaba utilizar el apoyo de Italia en su disputa con el sultán omaní de Zanzíbar sobre un área fronteriza con Warsheikh, además de su lucha de poder en curso sobre el sultanato de Majeerteen con Boqor Osman. Al firmar los acuerdos, los gobernantes también esperaban explotar los objetivos rivales de las potencias imperiales europeas para asegurar más eficazmente la independencia continua de sus territorios.
Los términos de cada tratado especificaban que Italia debía mantenerse alejada de cualquier interferencia en las respectivas administraciones de los sultanatos. A cambio de armas italianas y un subsidio anual, los sultanes concedieron un mínimo de concesiones económicas y de supervisión. Los italianos también acordaron enviar algunos embajadores para promover tanto los intereses de los sultanatos como los suyos propios.
Sin embargo, la relación entre Hobyo e Italia se agrió cuando el sultán Kenadid rechazó la propuesta de los italianos de permitir que un contingente de tropas británicas desembarcara en su sultanato para que luego pudieran continuar su batalla contra el emir de Diiriye Guure, Mohammed Abdullah Hassan y sus fuerzas derviches. Considerado como una gran amenaza por los italianos, el sultán Kenadid fue finalmente exiliado a Adén en Yemen y luego a Eritrea, al igual que su hijo Ali Yusuf, el heredero aparente de su trono. Sin embargo, a diferencia de los territorios del sur, los sultanatos del norte no estaban sujetos a un gobierno directo debido a los tratados anteriores que habían firmado con los italianos.

### La rebelión de Omar Samatar
Aunque venció a las fuerzas del sultán, la población todavía tenía que aceptar el dominio italiano sin luchar. El comisario Trivulzio, encargado de administrar Hobyo, informó sobre el movimiento de hombres armados hacia las fronteras del sultanato antes y después de la anexión. Mientras se llevaban a cabo los preparativos para continuar el avance del Corpo Zaptié hacia Majeerteen, surgió una nueva amenaza. Uno de los comandantes del sultán Ali Yusuf, Omar Samatar, atacó y capturó El Buur el 9 de noviembre de 1925..La población local se puso del lado de Omar, y muy pronto los italianos tuvieron una revolución a gran escala en sus manos después de que Omar continuara su éxito anterior con la captura de El-Dhere . El Corpo Zaptié intentó, sin éxito, recuperar El-Bur de manos de Omar. El 15 de noviembre, los italianos habían huido a Bud Bud, emboscados por partisanos durante todo el camino y bastante disminuidos en fuerzas y resolución.
Se planeó un tercer intento, pero antes de que pudiera ejecutarse, el comandante de la operación, el teniente coronel Splendorelli, fue emboscado y asesinado entre Bud Bud y Bula Barde . La moral italiana tocó fondo y Hobyo parecía una causa perdida mientras Omar estaba preparado para reconquistar Hobyo. En un intento por salvar la situación, el gobernador De Vecchi solicitó dos batallones de Eritrea y asumió el mando personal. La rebelión pronto se extendió más allá de las fronteras hacia Benadir y Somalilandia occidental, y Omar se volvió cada vez más poderoso.
El desastre de Hobyo conmocionó a los responsables políticos italianos en Roma. La culpa pronto recayó en el gobernador De Vecchi, cuya supuesta incompetencia fue atribuida al ascenso de Omar. Roma dio instrucciones a De Vecchi de que recibiría refuerzos de Eritrea, pero que el comandante de los batallones eritreos asumiría el mando militar y De Vecchi sería confinado a Mogadiscio y limitado a una función administrativa. El comandante debía informar directamente a Roma, evitando por completo a De Vecchi.
Como la situación era extremadamente confusa, De Vecchi se llevó al ex sultán Ali Yusuf a Mogadiscio. Mussolini prometió reconquistar todo Hobyo y avanzar hacia Majertin por cualquier medio necesario. Incluso se consideró la reinstalación de Ali Yusuf. Sin embargo, los clanes ya se habían puesto del lado de Omar Samatar, por lo que esta no era una opción tan viable como parecía.
Antes de que llegaran los refuerzos, De Vecchi optó por la antigua táctica de dividir y vencerás y ofreció grandes recompensas, dinero y prestigio a cualquier clan que decidiera apoyar a los italianos. Teniendo en cuenta las rivalidades entre clanes que han sido la ruina de los estados somalíes desde tiempos inmemoriales, es sorprendente que esta estrategia no se hubiera intentado antes y resultara ser mucho más exitosa que los regimientos eritreos a la hora de revertir la rebelión.
Una vez que la rebelión perdió fuerza y las fuerzas militares fuertemente reforzadas con los batallones de Eritrea, los italianos retomaron El-Buur el 26 de diciembre de 1925 y obligaron a Omar Samatar a retirarse a Somalilandia occidental.
La escuela secundaria Cumar-Samatar en el centro de Galcaio lleva el nombre de Omar Samatar en recuerdo de sus luchas y sacrificios.